# Carlota Soldevila
Carlota Soldevila Escandon (Barcelona, 1929-9 de febrero de 2005) fue una actriz, cofundadora de las compañías de teatro Els Joglars (1962), Grup de Teatre Independent (1965), Teatre de l'Escorpí y del Teatre Lliure del que llegó a ser una de sus actrices emblemáticas y formadora en teatro profesional.

## Biografía
Nació en Barcelona en el seno de una familia intelectual burguesa catalana. Era hija del abogado y escritor Carles Soldevila, todo un referente de las letras catalanas. «Éramos cuatro hermanos con una formación cultural especial que nos marcó, es cierto. Hicimos el ingreso del bachillerato en casa y teníamos una institutriz porque mi madre tenía unos vicios muy aristocráticos», explicó en una entrevista en 1999.
A los 15 años acompañó a sus padres a París, donde se exiliaron durante cuatro años. Tras el exilio trabajó en un despacho de abogados y en la Editorial Horta. Su carrera teatral empieza prácticamente a los cuarenta años. Se casó y su matrimonio duró 17 años, hasta que un día su marido —cuenta en una entrevista— la abandonó. El teatro le ayudó a resistir los difíciles momentos a los que se enfrentó.
Empezó su actividad teatral a los 36 años, en 1955 en la Agrupación Dramática de Barcelona (ADB), sección del Círculo Artístico de San Lucas, donde trabajó hasta que fue clausurada por orden del gobernador civil en 1963.
En 1962, fue cofundadora de la compañía Els Joglars (inicialmente un grupo de mimo) con Albert Boadella y Anton Font, grupo del que formó parte hasta el 1969. También fundó otros grupos de teatro, como el Grup de Teatre Independent en 1965 con Francesc Nel·lo y Fabià Puigserver y en 1974 del Teatre de l'Escorpí con Josep Montanyès, Fabià Puigserver y Guillem-Jordi Graells. 
De 1971 a 1986 fue profesora de expresión corporal en el Instituto del Teatro de Barcelona, del que también fue miembro de la Comisión Coordinadora de Estudios, delegada de Dirección y Coordinación General. 
En 1976 participó en la creación del Teatre Lliure, donde también actuó en cerca de 30 obras de Bertolt Brecht, William Shakespeare, Jacques Offenbach, Jean Genet y otros. Especialmente vinculada a Joan Brossa en 1998 actuó en Brossa Espai Escènic con lo obra Carrer Sebastià Gasch.

## Premios
- 1996 Cruz de Sant Jordi.
- 1999 Medalla de Oro al Mérito Artístico del Ayuntamiento de Barcelona[2]

## Teatro
- 1955 Se incorpora a la Agrupación Dramática de Barcelona (ADB)
- 1962 Cofundadora de la compañía Els Joglars junto a Albert Boadella y Anton Font.
- 1965 Cofundadora del Grup de Teatre Independendent con Fabià Puigserver y Francesc Nel·lo
- 1974 Cofundadora del Teatre de l'Escorpí junto a Josep Montanyès, Guillem-Jordi Graells y Fabià Puigserver
- 1976 Cofundadora del Teatre Lliure con Fabià Puigserver, Pere Planella y Lluís Pasqual

### Actriz
- 1976 Quiriquibú, de Joan Brossa Dir. de Fabià Puigserver y Guillem-Jordi Graells
- 1977 Ascensió i caiguda de la Ciutat de Mahagonny  de Bertolt Brecht. Dir. Fabià Puigserver. Teatre Lliure
- 1978 Titus Andrònic , William Shakespeare. Dir. Fabià Puigserver. Teatre Lliure
- 1979 La bella Helena, Meilhac y Halévy, Dir. Pere Planella. Teatre Lliure
- 1983 Al vostre gust, William Shakespeare. Dir. Lluís Pasqual. Teatre Lliure
- 1985 Dels últims vespres del carnaval Carlo Goldoni. Dir Lluís Pasqual. Teatre Lliure
- 1986 Fulgor i mort de Joaquim Murieta, Pablo Neruda. Dir. Fabià Puigserver. Teatre Lliure
- 1987 Lorenzaccio, Lorenzaccio, Alfred de Musset. Dir. Lluís Pasqual. Teatre Lliure
- 1988 La bona persona de Sezuan, Bertolt Brecht. Dir. Fabià Puigserver. Teatre Lliure
- 1989 Les noces de Fígaro, Beaumarchais. Dir. Fabià Puigserver, Teatre Lliure
- 1990 Els gegants de la muntanya, Luigi Pirandello. Dir. Xiscu Masó, Teatre Lliure
- 1997-98 Carrer Sebastià Gasch, Joan Brossa. Dir. Hermann Bonnín. Espai Brossa
- 1992 El parc, Botho Strauss. Dir. Carme Portaceli. Teatre Lliure

## Cine
- 1990 La femme et le pantin / La mujer y el pelele, dirigida por Mario Camus
- 1992 El diario de Lady M dirigida por Alain Tanner
- 1997 Tic Tac dirigida por Rosa Vergés